# تأثير التبريزي
تأثير التبريزي (1160 - 1129 هـ) هو من شعراء إيران في العصر الصفوي.
هو محسن، وقيل محمد حسن، وقيل محمد محسن التبريزي الاصفهاني، المشتهر بتأثير. أصله من تبريز، غير أنه ولد في اصفهان. تصدر لحكم مدينة يزد مدة من الزمن، وعاصر السلطان حسين الصفوي. توفي باصفهان سنة 1129 هـ، وقيل سنة 1128 هـ.

## آثاره
له ديوان شعر ومجموعة من المثنويات منها: «گلزار سعادت» و «حسن اتفاق» و «جهان نما» و «منهاج المعراج» و «ثمرة الحجاب» و «دعوة العاشقين» و «ميمنت نامه» و «معما».